# 289
El 289 (CCLXXXIX) fou un any comú començat en dimarts del calendari julià. En aquell temps, era conegut com a any del consolat de Bas i Quintià (o, més rarament, any 1042 ab urbe condita). L'ús del nom «289» per referir-se a aquest any es remunta a l'alta edat mitjana, quan el sistema Anno Domini esdevingué el mètode de numeració dels anys més comú a Europa.

## Naixements
- Sínnada, Frígia: Sant Pancraç de Roma, màrtir (m. el 303 o 304).